# Watch Me (Whip/Nae Nae)
Watch Me (auch bekannt als Watch Me (Whip / Nae / Nae)) ist die Debütsingle des US-amerikanischen Rappers Silentó. Im März 2015 wurde er bei Capitol Records unter Vertrag genommen, die den Track als Single mit einem begleitenden Musikvideo veröffentlichten. Das Lied schaffte es in mehrere Ländercharts und wurde zu einem viralen Video auf YouTube mit über 1,5 Milliarden Aufrufen. Der Song erreichte im November 2015 über 2 Millionen Verkäufe und verkaufte sich bis Juni 2016 über 2,44 Millionen Mal.

## Veröffentlichung
Das Lied wurde am 5. Mai 2015 veröffentlicht. Vom 28. August bis zum 6. September 2015 spielte Silentó eine remixte Version für Nickelodeon ein, um Werbung für seine Wochenendauftritte am Labor Day zu machen.

## Musikvideo
Das Musikvideo wurde am 25. Juni 2015 auf Silentós Vevo-Kanal auf YouTube hochgeladen und in Atlanta, Georgia gedreht. Marc Klasfeld führte Regie. Das Video zeigt mehrere Tanzszenen in einer Sporthalle und in Videos von Zuschauern. Lil Scrappy und Rich White Ladies sind ebenfalls in dem Video zu sehen. Seit August 2018 hat es über 1,5 Milliarden Aufrufe auf YouTube erhalten, was es zu einem der 50 meistgesehenen Videos des Portals macht.

## DanceOn-Kampagne
Das digitale Medienunternehmen DanceOn war ausschlaggebend für den Erfolg des Songs. Nachdem DanceOn einen Deal mit Silentó abgeschlossen hatte, wandte er sich an sein Netzwerk von Tanzinhaltsschaffenden, um Lehrvideos zum Song für die #WatchMeDanceOn-Kampagne zu machen. Fünfzig ihrer Videokünstler machten Videos, die sie dann auf YouTube veröffentlichten. Sofort gewannen sie an Beliebtheit und erreichten in weniger als drei Monaten mehr als 250 Millionen Aufrufe. Die Kampagne wurde am 13. April 2015 gestartet, und bis zum 22. Mai 2015 verdreifachten sich die Verkäufe des Songs von 17.000 Einheiten pro Woche auf 42.000 pro Woche.

## Kommerzieller Erfolg

### Chartplatzierungen
Das Lied erhielt überwiegend positive Kritiken für seine Tanzperformance. Es erhielt ebenfalls eine Nominierung für das „Lied des Sommers“ bei den MTV Video Music Awards 2015 und eine weitere Nominierung als R & B / Hip-Hop-Song bei den Teen Choice Awards. Die australische Seite Irkitated bezeichnet es jedoch als eines der absolut „schlimmsten Lieder“.
| ChartsChartplatzierungen       | Höchstplatzierung | Wochen |
| ------------------------------ | ----------------- | ------ |
| Deutschland (GfK)              | 50 (20 Wo.)       | 20     |
| Österreich (Ö3)                | 65 (1 Wo.)        | 1      |
| Schweiz (IFPI)                 | 41 (11 Wo.)       | 11     |
| Vereinigte Staaten (Billboard) | 3 (51 Wo.)        | 51     |
| Vereinigtes Königreich (OCC)   | 19 (22 Wo.)       | 22     |

| ChartsJahrescharts (2015)      | Platzierung |
| ------------------------------ | ----------- |
| Vereinigte Staaten (Billboard) | 8           |

| ChartsJahrescharts (2016)      | Platzierung |
| ------------------------------ | ----------- |
| Vereinigte Staaten (Billboard) | 88          |

| ChartsJahrescharts (2010–2019) | Platzierung |
| ------------------------------ | ----------- |
| Vereinigte Staaten (Billboard) | 81          |

### Auszeichnungen für Musikverkäufe
| Land/Region                  | Auszeichnungen für Musikverkäufe (Land/Region, Auszeichnung, Verkäufe) | Verkäufe  |
| ---------------------------- | ---------------------------------------------------------------------- | --------- |
| Australien (ARIA)            | 2× Platin                                                              | 140.000   |
| Dänemark (IFPI)              | Platin                                                                 | 60.000    |
| Deutschland (BVMI)           | Gold                                                                   | 200.000   |
| Italien (FIMI)               | Gold                                                                   | 25.000    |
| Kanada (MC)                  | 2× Platin                                                              | 160.000   |
| Neuseeland (RMNZ)            | Platin                                                                 | 30.000    |
| Polen (ZPAV)                 | Platin                                                                 | 20.000    |
| Schweden (IFPI)              | Gold                                                                   | 20.000    |
| Vereinigte Staaten (RIAA)    | 6× Platin                                                              | 6.000.000 |
| Vereinigtes Königreich (BPI) | Gold                                                                   | 400.000   |
| Insgesamt                    | 4× Gold · 13× Platin ·                                                 | 7.055.000 |